# 笠原美智子
笠原 美智子（かさはら みちこ、1957年10月13日 - ）は、美術評論家・写真評論家、学芸員、キュレーター。東京都写真美術館事業企画課長、（公財）石橋財団 ブリヂストン美術館 副館長を経て、長野県立美術館館長。また、明治学院大学非常勤講師でもある。
長野県茅野市生まれ。1979年長野県諏訪二葉高等学校卒業。1983年に明治学院大学社会学部社会学科を卒業。1987年にはシカゴのコロンビア大学修士課程を修了（写真専攻）。
1989年に東京都写真美術館学芸員、2002年に東京都現代美術館学芸員、2006年には写真美術館に戻る。極めて積極的に写真展の企画を継続しているほか、講演等もおこなっている。

## 企画した主要な展覧会
- 東京都写真美術館の企画
  - 私という未知へ向かって　現代女性セルフ・ポートレイト（1991年）
  - アメリカン・ドキュメンツ　社会の周縁から（1991年）
  - 発言する風景（1993年）
  - はるかな空の下から　日本の現代写真（1993年）
  - ジェンダー　記憶の淵から（1996年）
  - アルフレッド・スティーグリッツとその仲間たち（1997年）
  - ラヴズ・ボディ　ヌード写真の近現代（1998年）
  - ポラロイド・コレクション　アメリカ　写真の世紀（2000年）
  - 手探りのキッス　日本の現代写真（2001年）
  - 風景論　日本の新進作家（2002年）

- 第51回ヴェネツィア・ビエンナーレ美術展日本館コミッショナーとして「石内都　マザーズ 2000-2005 未来の刻印」展を開催。2006年10月には「石内都　マザーズ」として東京都写真美術館でも開催。

## 著作
- 共著『名画への旅 第24巻 絵画を超えた絵画 20世紀3』（講談社、1993年） 他の共著者は、木村重信、南雄介、新関公子、尾崎信一郎、太田泰人
- 共著『美術とジェンダー 非対称の視線』（ブリュッケ、1997年、新装版、2003年）他の共著者は、鈴木杜幾子、ノーマン・ブライソン、馬渕明子、池田忍、吉城寺尚子、千野香織、天野知香。
- 『ヌードのポリティクス　女性写真家の仕事』（筑摩書房、1998年）
- 『写真、時代に抗するもの』（青弓社、2002年）
- 共著『従軍のポリティクス』（全11名の共著、青弓社編集部編、青弓社、2004年） 執筆部分は第5項目の「戦争報道写真」。他の共著者は、加藤哲郎、金平茂紀、橋本晃、和田伸一郎、笹川慶子、田中雅一、大越愛子、宮西香穂里、村松伸、野嶋剛
- 共著『美術と展示の現場』（新宿書房、神戸芸術工科大学レクチャーシリーズ2、2008年） 他の共著者：秋元雄史・増田玲・中原佑介
- 『ジェンダー写真論 1991-2017』（里山社、2018年）

## 翻訳
- ジョージ・レヴィンスキー『ヌードの歴史』（伊藤俊治との共訳、PARCO出版局、PARCO PICTURE BACKS、1989年）
- デヴィッド・ベイリー『光と影の住人たち』（JICC出版局、1992年）
- ジョン・バージャー『見るということ』（飯沢耕太郎監訳、笠原美智子訳、白水社、1993年／ちくま学芸文庫、2005年）
- ロバート・A・ソビエゼク、デボラ・イルマス『カメラアイ 写真家たちのセルフポートレイト』（安田篤生との共訳、淡交社、1995年）